# 清宗一男
清宗 一男（きよむね かずお、1963年2月8日 - ）は、日本の実業家、広島銀行代表取締役頭取。

## 人物・経歴
1963年2月8日、広島県佐伯区生まれ。1986年3月立教大学経済学部卒。同年4月広島銀行入行。2008年融資企画室長、2015年大手町支店長、2018年執行役員、2020年6月取締役常務執行役員、2022年4月代表取締役頭取。